# 蒲莲乡 (广安市)
蒲莲乡，是中华人民共和国四川省广安市广安区曾经下辖的一个乡。2019年12月，撤销蒲莲乡，其所属行政区域为花桥镇的行政区域。

## 行政区划
蒲莲乡撤销前下辖以下地区：
蒲莲村、禹山村、金城村、花坟村、大岩村、黄七村、六角村、钟禅村、白垭村、来苏村、太阳村和团堡村。